# 147-es busz (Budapest)
A budapesti 147-es jelzésű autóbusz az Újpest-Központ és Megyer, Julianus barát utca között közlekedik. A vonalat az ArrivaBus üzemelteti.

## Története
A 8-as villamos 1980. december 31-i megszűnése után a villamosvonal forgalmát az újpesti István tér és a Megyeri út között a körforgalmú 147-es autóbuszjárat vette át. 1990. december 15-én végállomása átkerült Újpest-központba az újonnan átadott metróállomáshoz, amit a Petőfi és Bán Tibor utcán keresztül ért el. 1991. december 1-jén Megyeren a Julianus barát utcáig a Fiumei úton, míg visszafelé a Megyeri úton keresztül hosszabbították meg. 2013. március 2-ától első ajtós felszállással üzemel.

## Útvonala
| Megyer, Julianus barát utca felé |  |
| --- |  |
| Újpest-központ M vá. – István út – Károlyi István utca – Baross utca – Fóti út – Fiumei út – Megyer, Julianus barát utca vá. |  |
| Újpest-központ felé |  |
| Megyer, Julianus barát utca vá. – Julianus barát utca – Megyeri út – Irányi Dániel utca – Baross utca – Károlyi István utca – Templom utca – Deák Ferenc utca – István út – Petőfi utca – Kassai utca – Árpád út – István út – Újpest-központ M vá. |  |

## Megállóhelyei
| 0  | Újpest-központ M végállomás                          | 13 | 25, 30, 30A, 104, 104A, 120, 170, 196, 196A, 204, 220, 230, 270 12, 14 308, 309, 310, 313, 314, 315, 316, 317, 318, 319, 320, 321 |
| ∫  | Csokonai utca                                        | 10 | 30, 30A, 220, 230 |
| 1  | Újpesti piac (↓) Templom utca (↑)                    | 8  | |
| 3  | Attila utca                                          | 7  | |
| 4  | Langlet Waldemár utca                                | 6  | |
| 5  | Perényi Zsigmond utca (↓) Tinódi utca (↑)            | 5  | |
| 6  | Mildenberger utca                                    | 5  | 30, 30A, 230 |
| 7  | Irányi Dániel utca / Baross utca (↓) Baross utca (↑) | 4  | 30, 30A, 230 |
| ∫  | Irányi Dániel utca                                   | 3  | |
| 8  | Baross utca / Fóti út                                | ∫  | 30, 30A, 96, 220, 230 |
| 9  | Megyeri út (↓) Megyeri út / Fóti út (↑)              | 2  | 30, 30A, 96, 122E, 196, 230 |
| ∫  | Megyeri temető                                       | 1  | 30, 30A, 122E, 196, 230 |
| 11 | Fiumei út                                            | ∫  | |
| ∫  | Gárdonyi Géza utca                                   | 0  | |
| 12 | Megyer, Julianus barát utca végállomás               | 0  | |

## Képgaléria

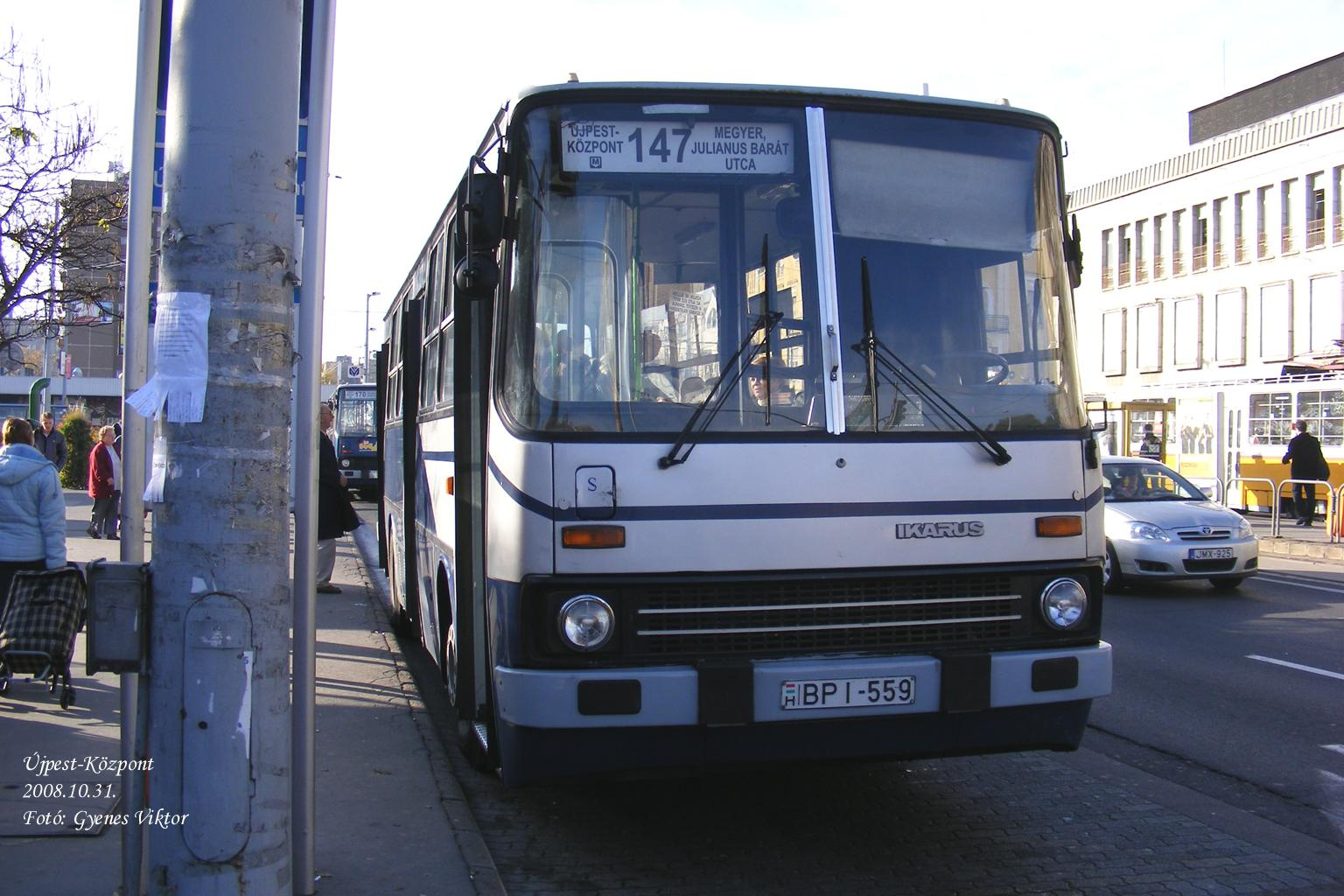
Ikarus 260-as busz Újpest-központban